# 4X

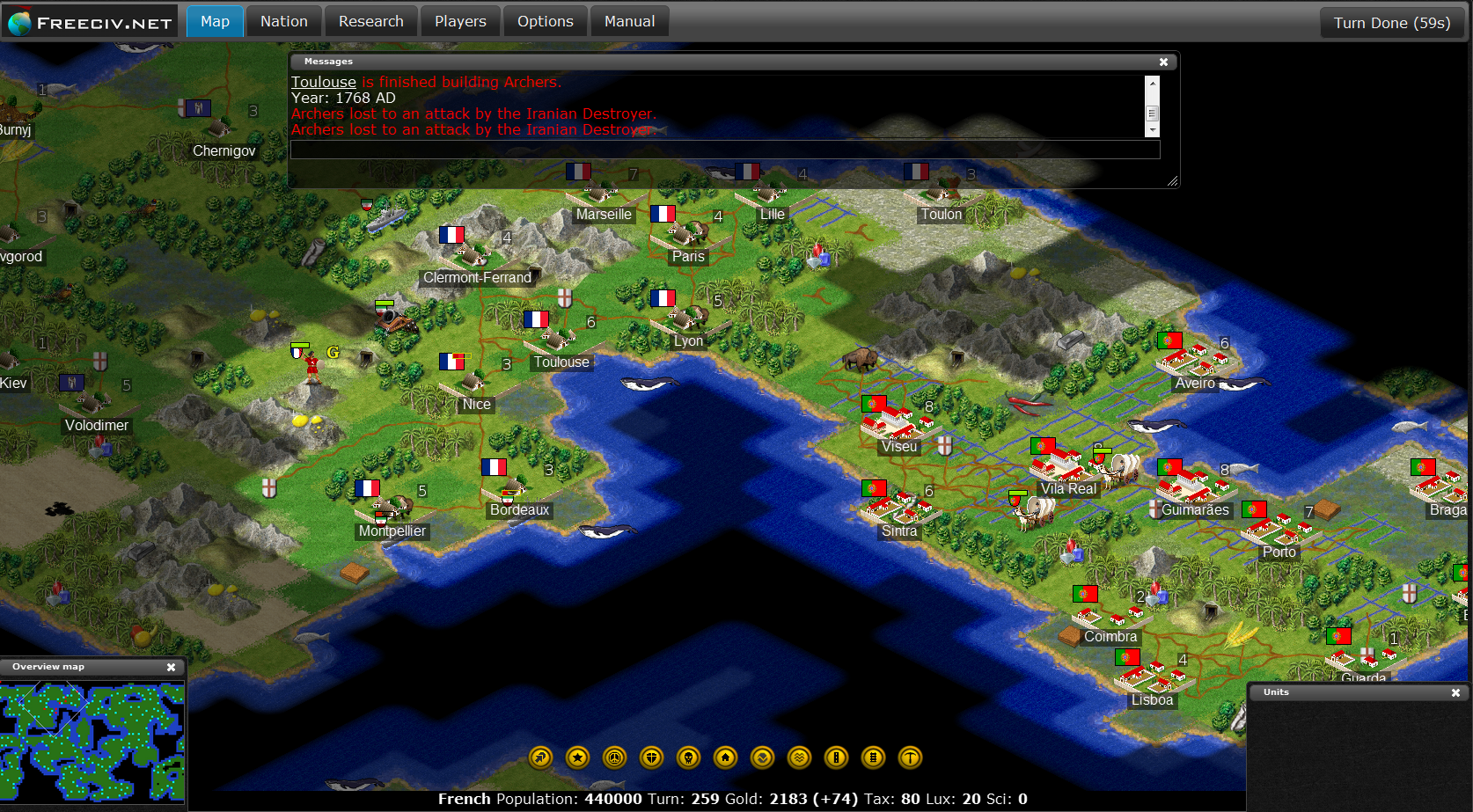
Snímek obrazovky ze hry Freeciv, open source klon série Civilization

4X (též XXXX) je označení pro takové strategické počítačové hry, ale i hry deskové, během nichž hráč musí
- eXplore – prozkoumat na mapě okolí
- eXpand – rozšířit svůj vliv, například zakládáním nových osad
- eXploit – využít zdroje, které ovládá (například těžit z obsazených území suroviny)
- eXterminate – napadnout a zničit ostatní hráče

Pojem 4X se obvykle nepoužívá pro všechny hry, které splňují výše uvedené body, ale jen pro hry, které dosahují určité komplexnosti ve správě říše a v nichž hraje významnou roli diplomacie, výzkum. Často v nich existuje i nevojenská cesta k vítězství (například ve hře Civilization lze zvítězit vysláním kosmické lodi).
Pojmem 4X se označují realtimová i tahové strategické hry. Poprvé byl použit v roce 1993 Alanem Emrichem v souvislosti se hrou Master of Orion, ovšem po svém rozšíření je používán i pro některé hry, které vznikly před jeho vznikem.

## Příklady her
- série Civilization až Civilization V a jejich klony FreeCiv a C-evo
- Colonization, její pokračování Civilization IV: Colonization a její klony, například FreeCol
- série Master of Orion
- vesmírná hra Ascendancy
- série Space Empires jako zástupce deskových i počítačových her[2]
- Vesmírná strategie Sins of a Solar Empire
- Vesmírná strategie Stellaris